# Hipódromo de Milnerton
El Hipódromo de Milnerton (en inglés: Milnerton Racecourse) está situado en Milnerton, Ciudad del Cabo, Sudáfrica y es propiedad y está gestionado por la organización Gold Circle. Aunque la pista de carreras no se utiliza más para las carreras, todavía se utiliza para el entrenamiento y la estabulación de los caballos de carreras. Gran parte de la tierra del espacio alrededor de la pista de carreras fue vendido para el desarrollo del recinto residencial Royal Ascot. La tierra dentro de las pistas de carreras fue reservada por el Ayuntamiento de Ciudad del Cabo con fines de conservación de la naturaleza. Esta espacio de tierra protegido se llamaba antes Área de Conservación de Ascot Royal, pero ahora se llama la reserva natural del Hipódromo de Milnerton.